# Kwadack
Kwadack (auch: Kuooteppu, Kuooteppu To, Kuōteppu-tō, Kwateb Island) ist eine unbewohnte Insel des Kwajalein-Atolls in der Ralik-Kette im ozeanischen Staat der Marshallinseln (RMI).

## Geographie
Das Motu liegt im östlichen Riffsaum des Atolls und gehört zu den Omelek-Inseln. Sie liegt nördlich der Eniwetak Passage, die sich zwischen der Insel und der Insel Meck erstreckt. Die namengebende Insel Eniwetak liegt nach Westen, zum Innern der Lagune, versetzt.

## Klima
Das Klima ist tropisch heiß, wird jedoch von ständig wehenden Winden gemäßigt. Ebenso wie die anderen Orte der Kwajalein-Gruppe wird Kwadack gelegentlich von Zyklonen heimgesucht.